# Xã Ford River, Michigan
Xã Ford River (tiếng Anh: Ford River Township) là một xã thuộc quận Delta, tiểu bang Michigan, Hoa Kỳ. Năm 2010, dân số của xã này là 2.054 người.